# 3.er Ejército Japonés de Área
El 3.er Ejército Japonés de Área (第3方面軍, Dai san hōmen gun) fue un ejército de campo del Ejército Imperial Japonés durante la Segunda Guerra Mundial, con base en el sur de Manchukuo y activo en el combate contra la Unión Soviética en las etapas finales de la guerra.

## Historia
El 3.º Ejército Japonés de Área se formó el 29 de octubre de 1943 bajo el control del Ejército de Kwantung como reserva militar y fuerza de guarnición para mantener la seguridad y el orden público en el sur de Manchukuo, ya que muchas divisiones veteranas del Ejército de Kwantung fueron transferidas a los diversos frentes del sur en la Guerra del Pacífico. Consistía en su mayoría en reservistas mínimamente entrenados, estudiantes reclutados y milicias de guardias locales, sin armas ni suministros adecuados. El 3.º Ejército Japonés de Área tenía su cuartel general en Mukden.
Las unidades del 3.º Ejército Japonés de Área demostraron no ser rival para el Ejército Rojo cuando la Unión Soviética invadió Manchukuo hacia el final de la Segunda Guerra Mundial. El General Jun Ushiroku rechazó las órdenes del Cuartel General del Ejército de Kwantung de retirarse y lanzó un contraataque a lo largo del ferrocarril Mukden-Port Arthur, por el que huían muchos civiles japoneses. Sin embargo, el general Ushiroku se vio obstaculizado por falta de armas y municiones insuficientes, y el 13 de agosto de 1945, sus formaciones estaban en gran parte destrozadas. Un motín del Ejército Imperial Manchukuo en Shinkyō puso fin a sus intentos de reagruparse. Muchos soldados supervivientes del 3.º Ejército Japonés de Área, incluido el general Ushiroku, se convirtieron en prisioneros en Siberia y otras partes de la Unión Soviética después de la rendición de Japón el 15 de agosto de 1945.

## Comandantes

### Comandante en Jefe
|   | Nombre                  | Desde                 | Hasta                |
| - | ----------------------- | --------------------- | -------------------- |
| 1 | General Naozaburo Okabe | 29 de octubre de 1943 | 25 de agosto de 1944 |
| 2 | General Jun Ushiroku    | 25 de agosto de 1944  | 15 de agosto de 1945 |

### Jefe de Estado Mayor
|   | Nombre                      | Desde                 | Hasta                 |
| - | --------------------------- | --------------------- | --------------------- |
| 1 | Mayor General Yo Watanabe   | 29 de octubre de 1943 | 26 de octubre de 1944 |
| 2 | Mayor General Masao Yano    | 26 de octubre de 1944 | 23 de marzo de 1945   |
| 3 | Mayor General Kazama Otsubo | 23 de marzo de 1945   | 15 de agosto de 1945  |